# Frank Lodeizen

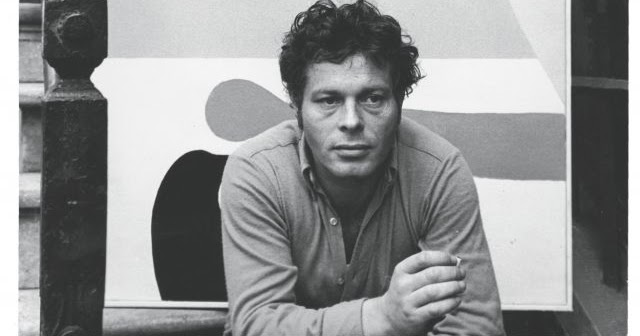
Frank Lodeizen

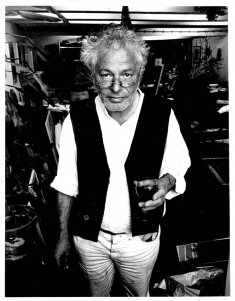
Frank Lodeizen in een atelier

Frank Lodeizen (Amsterdam, 28 september 1931 – aldaar, 28 mei 2013) was een Nederlands beeldend kunstenaar. Als jonge oorlogswees maakte hij vrienden onder de dichtersgroep de Vijftigers, trok hij op met kunstenaars van de Cobra-beweging en ontdekte hij zelf potlood, etsnaald en gouache. Hij werd een bekend figuur in de Amsterdamse galerie- en kunstenaarswereld en werkte veel samen met dichters en schrijvers, zoals Hans Andreus, Simon Carmiggelt en Hans Plomp

## Achtergrond
Zijn moeder Debora del Valle Rodrigues de Miranda was familie van de beroemde Joodse Amsterdamse wethouder Monne de Miranda. Frank Lodeizen was de achterneef van de vernieuwende dichter Hans Lodeizen.
Hij is vernoemd naar Frank van der Goes.
Toen hij een jaar was, scheidden zijn ouders. Zijn moeder hertrouwde met Ernest Lorjé, telg uit een Joodse familie, die een keten van kantoorboekhandels had opgebouwd.  Dit stel kreeg twee dochters, Rifka en Marijke. In de oorlog raakten zijn ouders al snel actief in het verzet. Ze verhuisden naar de Veluwe, waar ze onderduikers hielpen. Met zijn zusje Rifka belandde Frank op een internaat van de quakers in Eerde, bij Ommen.   Daar werden ze op een dag in mei 1943 opgepakt en samen met hun vader, die in strafkamp Erika zat, naar Amsterdam gebracht. Frank wist te ontsnappen toen zijn moeder op het Centraal Station de aandacht afleidde van enkele Duitsers en daardoor zelf mee moest op transport.
Ernest Lorjé, Debora Lorjé-del Valle en Rifka Lorjé werden vergast in het Duitse vernietigingskamp Sobibór in Polen, op 28 mei 1943.

## Cobra
Na de oorlog vond Frank Lodeizen aansluiting bij jonge schrijvers, dichters en kunstenaars die zich afzetten tegen het burgerlijke Nederland in wederopbouw: de Cobra-beweging  en de Vijftigers. In gezelschap van deze groep probeerde hij zijn bestaansrecht af te dwingen. Bert Schierbeek, Hans Andreus, Remco Campert, Gerard den Brabander, Simon Vinkenoog, Lucebert. Hij dronk met ze, tekende met ze, rookte met ze, reisde met ze naar Parijs. 
Lodeizen tekende portretten van zijn vrienden, die er zelf een vers onder schreven. Hij maakte ook kleurige, abstracte gouaches en krijttekeningen.
Een bijzondere band bouwde hij op met Remco Campert, die ook beschadigd uit de oorlog was gekomen. Campert opende de eerste tentoonstelling van de jonge kunstenaar.

## Persoonlijk leven
Halverwege de jaren vijftig trouwde Lodeizen met de Zweedse filmster Ulla Jacobsson. De damesbladen smulden van het sprookjeshuwelijk, zeker toen er een kind werd geboren. Lodeizen wentelde zich in het luxe leven dat Ulla zich kon veroorloven, leefde als een playboy, reisde met haar heel Europa door, ontmoette bekende filmsterren en regisseurs, woonde op Mallorca.
Het huwelijk hield twee jaar stand. Lodeizen zou in zijn leven nog vier keer trouwen. Hij had grote moeite zich te binden en ergens wortel te schieten.
De actrice Rifka Lodeizen (1972) is een dochter van hem uit zijn laatste huwelijk.
Zijn laatste jaren bracht Frank Lodeizen door in het Amsterdamse Dr. Sarphatihuis.

## Exposities
Lodeizen exposeerde regelmatig en critici beschouwden hem als talentvol. Vertegenwoordigers van de landelijke dagbladen waren steevast present op de openingen van zijn exposities. Ook zijn boeken in samenwerking met schrijvers als Hans Andreus en Simon Carmiggelt oogstten lof. Het Algemeen Dagblad noemde hem ‘De dichter met de droge naald’. Lodeizen verkocht redelijk, maar gaf ook veel van zijn kunstwerken weg.
Hij experimenteerde en pakte alles aan wat hem onder de mensen bracht en, liever nog, in de schijnwerpers plaatste. Zo werkte hij mee aan het schilderen van het decor voor het Boekenbal in 1969. Lodeizen en kunstenaars als Jan Sierhuis, Frits Müller en Opland maakten levensgrote doeken met afbeeldingen waar de natie schande van sprak: de paus met een neus als een enorme penis, een vagina met een hangslot.   
Een bepaalde periode werkte Lodeizen aan een serie etsen met de titel Ode aan het zwart. Hij probeerde al werkende te ontdekken wat dat nu was, dat zwart. Een onderdompeling in verdriet, daar een uitweg uit proberen te vinden, constateerde hij.
Hij maakte veel in de jaren die volgden: grote doeken met vlakverdelingen, ge-etste portretten van zijn bewonderde schrijversvrienden, opgezet in tere lijnen. Er kwamen ook composities van tekens, etnografische elementen, die hij in een zelf bedachte batiktechniek op papier zette.
De kleuren waren vaak ook van eigen makelij, gefabriceerd uit jonge en oude wijn, stuifmeel van kamille, sint-janskruid, zonnebloemen, oude koffie, bietensap en sigarettenas. Aanvankelijk waren invloeden zichtbaar van de door hem bewonderde Lucebert, later verwees zijn grafisch werk naar onder anderen Paul Klee. Veel werk had een vertellend karakter. Bewondering oogstte hij vooral vanwege zijn tekeningen en etsen.  
Zijn kunst hing op exposities, werd aangekocht door enkele musea en verscheen in boekjes.
Voor de opening van een expositie in Galerie Nouvelles Images in Den Haag schreef Lucebert een gedicht: Hij brengt geschenken de kleine jubel en juk van juwelen – alsmede bekommernis om het betreden wit – getoverd in het grillige spoor gaat hij niet teloor – schoon ook het gebeten teken zijn eenzaamheid verraadt.
‘Waarom bent u nooit heel beroemd geworden?’, vroeg een journalist van De Telegraaf hem in 1989. ‘Ik denk, omdat ze me niet kunnen plaatsen’, antwoordde Lodeizen. ‘Ooit ben ik eens door iemand omschreven als een psychisch expressionist. Wat dat nou mag zijn? Ze zijn huiverig voor me, ik verander steeds. Blijf niet bij één onderzoekingsveld, maar probeer alle deuren. Voor mij zit het grote avontuur in dat soort dingen.’

## Boeken (selectie)
- 1993 - Of, bundel gedichten van Chaim Lodeizen, 19 tekeningen van Frank Lodeizen
- 1991 - Adriaan Morriën op weg naar zijn 80ste levensjaar, Passie, gedicht van Adriaan Morriën met 17 prenten, oplage 80, Western Market Art Press
- 1990 - Met het oog op de naald, F. Lodeizen (7 etsen droge naald) en B. Schierbeek (tekst), Utrecht, De Roos
- 1989 - Nu, Frank Lodeizen en Hans Plomp (gedichten), typografie W. Wandel, oplage 60 exemplaren
- 1989 - Zigeuners in Amsterdam, Frank Lodeizen en Carla Bogaards, Amsterdam, Jaski Art Gallery, portfolio cardboard
- 1988/1989 - Bres nr. 133, dagboekfragmenten van Frank Lodeizen
- 1988 - Bert Schierbeek 70, J.W. Holsbergen e.a. (omslag Lucebert met bijdragen van Frank Lodeizen, Frits Muller, Johan van der Keuken e.a.), Amsterdam
- 1978 - Bootsman, zes litho’s van Frank Lodeizen, zes verzen van Bert Schierbeek, Amsterdam Printshop, oplage van 40 genummerde en gesigneerde exemplaren
- 1978 - Vreugden en verschrikkingen van de dronkenschap, Frank Lodeizen (17 etsen) en S. Carmiggelt (3 verzen), Utrecht, Veen, 1ste druk 1978
- 1974 - Handtekens, Simon Vinkenoog (woorden), Frank Lodeizen (tekeningen), m.m.v. Wim Wandel, Western Market Art Press, Amsterdam
- 1969 - Soixante neuf (69), Maarten Wittepaard (samenstelling en voorwoord), cartoons Eppo Doeve, Peter Vos, Hans Werner en Jan van Wessum, bijdragen van o.a. Herman Pieter de Boer, Frank Lodeizen, Ben Ten Holter e.a., Huizen, Triton Pers
- 1964 - Klein boek om het licht heen, Hans Andreus (gedichten), Frank Lodeizen (tekeningen)

- Digitale Bibliotheek voor de Nederlandse Letteren: lode029
- Gemeinsame Normdatei: 114217252X
- International Standard Name Identifier: 0000 0000 5499 1250
- Library of Congress Control Number: no2009015619
- Nederlandse Thesaurus van Auteursnamen: 071086870
- RKD-Nederlands Instituut voor Kunstgeschiedenis: 50543
- Union List of Artist Names: 500729582
- Virtual International Authority File: 78913812
- WorldCat: E39PBJmdxtCBW7kVf7qgfmrKBP